# Kleinberg (Gemeinde Altlengbach)
Kleinberg ist eine Ortschaft in der Marktgemeinde Altlengbach im Bezirk St. Pölten-Land, Niederösterreich.
Die Ortschaft befindet sich östlich von St. Pölten in den Niederösterreichischen Voralpen und am westlichen Ende des Wienerwaldes. Am 1. Jänner 2024 zählte die Ortschaft 13 Einwohner.

## Geschichte
Laut Adressbuch von Österreich waren im Jahr 1938 in Kleinberg vier Landwirte ansässig.